# 秋元克広
秋元 克広（あきもと かつひろ、1956年（昭和31年）2月2日 - ）は、日本の政治家。北海道札幌市長（3期）。

## 略歴
北海道夕張市生まれ。北海道夕張北高等学校、北海道大学法学部（商法、経済法ゼミ）卒業。1979年（昭和54年）、札幌市役所に入庁。2004年（平成16年）企画調整局情報化推進部長、2008年（平成20年）南区長、2009年（平成21年）市長政策室長をそれぞれ務め、2012年（平成24年）に副市長に就任。
2014年（平成26年）9月1日、同市の経済人有志から2015年（平成27年）の札幌市長選挙（第18回統一地方選挙）への出馬要請を受け、9月5日、上田文雄市長に辞表を提出し、副市長を辞任した上で、9月16日に立候補する意向を表明した。
2015年（平成27年）4月12日投開票の市長選（第18回統一地方選挙）では、民主党・維新の党の推薦及び新党大地、社会民主党、市民ネットワーク北海道の支持を受けた他、自由民主党の橋本聖子参議院議員や森喜朗元首相らも秋元への支持を表明した。選挙戦では政策面で上田文雄市政の継承を掲げ、自民党推薦の本間奈々ら4人の対立候補を破り、初当選した。
2019年（平成31年）4月の市長選（第19回統一地方選挙）では立憲・国民両党と新党大地から推薦を受けたほか、自民党・公明党の地方組織と社民党からも支持を受け、共産党推薦の新人を破り再選を果たした。
2023年（令和5年）4月の市長選（第20回統一地方選挙）では立憲民主党と地域政党の新党大地からの推薦、自民党の札幌市連と公明党の札幌総支連、国民民主党道連からも支持を受け、冬季五輪招致に反対する札幌市の元局長や共産党推薦のNPO法人事務局長の新人2人に20万票以上の差をつけて3回目の当選を果たした。しかし、得票率では前回2019年より約15%も減らしており、これは2030年冬季五輪招致に反対する市民の支持を得られなかったためと見られている。実際、2023年10月11日、2030年招致断念の表明に追い込まれている。

## 政策・人物
- 2015年（平成27年）11月2日、『札幌人図鑑』第1001回に出演した。
- 2016年（平成28年）12月22日、LGBTなど性的少数者のカップルが婚姻に相当する関係にあると認める「パートナーシップ宣誓制度」を、2017年度中に導入する方針を明らかにした[11][12]。同制度は2017年（平成29年）6月1日に運用開始[13]。政令指定都市では日本初となった。
- 2020年（令和2年）5月15日、新型コロナウイルス対策費に充てるため、自身の6月期末手当を30％、副市長については10％削減すると発表した[14]。

### 五輪招致

#### 2026年の招致
2014年、当時の市長・上田文雄は2026年の冬季五輪の札幌への招致を表明。秋元も上田の姿勢を引き継ぎ、2017年12月、2026年冬季五輪の立候補プロセスにおける対話ステージに参加することを発表した。
しかし、2018年平昌、2022年北京に続き、3大会連続のアジアでの冬季五輪の開催は難しいことや、北海道新幹線の札幌延伸が前倒しにより、2030年に間に合う可能性が出てきたため、2018年5月14日、秋元はJOC会長の竹田恆和と面会し、招致ターゲットを2030年に変更する意向を伝えた。さらに、同年9月6日に北海道胆振東部地震が発生したため、招致活動が困難になったとして、9月17日、副市長の町田隆敏がIOC会長のトーマス・バッハと面会し、2026年の招致断念と、2030年への招致の切り替えを伝えた。

#### 2030年の招致
切り替え後は2030年の招致に向け、招致活動を行っていたが、2020年東京五輪をめぐる汚職・談合問題により、市民の支持が低下したことを受け、2022年12月20日、秋元は「積極的な機運醸成活動は当面休止する」と発表し、「まずは不信感を払拭することが先決」と述べた。
その後も市民の支持は伸びず、2023年10月11日、秋元は2030年の招致を断念し、2034年以後の招致を目指すと発表した。しかし、10月15日、IOC総会において、2030年と2034年の開催地を同時決定することが正式に決められたため、2034年の札幌への招致も絶望的となった。また、2038年についても、スイスと優先的に対話を進めることとなり、2038年の招致も困難となった。
2023年12月19日、秋元は、2038年までの招致が困難となり、また、仮に2038年大会の招致が可能になったとしても15年先であり、その時点で市がどのような課題を抱え、その解決に向けたまちづくりに対して大会の開催がどのような効果を発揮するのか見通せないとして、「現在の招致活動を停止する」と発表した。

## 出演

### 映画
- 探偵はBARにいる3（2017年12月1日公開）- 本人（札幌市長）役